# Zizou Bergs
Zizou Bergs (Lommel, Bélgica, 3 de junio de 1999) es un tenista profesional belga.

## Carrera
Debutó en el cuadro de un torneo ATP tras recibir una invitación al torneo de Amberes, en el que además logró su primer triunfo en la categoría frente a Albert Ramos Viñolas con un doble 7-5. En la siguiente ronda cayó frente al ruso Karén Jachánov, 17° del mundo en ese momento, tras casi dos horas y media y tres sets.
El 7 de marzo de 2021 obtuvo su primer título categoría Challenger en San Petersburgo. Ubicado en ese momento en el puesto 435 del ranking, entró al cuadro principal desde las clasificaciones y hasta la final no perdió ningún set. En la definición enfrentó a Altuğ Çelikbilek, al que tras dos horas de partido venció por 6-4, 3-6, 6-4, lo que le permitió ascender hasta la ubicación 330. A finales del mismo mes ganó otro título en Lille contra el francés Grégoire Barrère, al que superó por 4-6, 6-1, 7-6 (5).
En junio alcanzó su tercera final Challenger en Almaty, donde enfrentó por el título al tenista local Timofey Skatov. El encuentro inició favorable al kazajo, que consiguió quebrar en el tercer juego y mantener la ventaja durante todo el set. En el segundo Bergs consiguió evitar cuatro puntos de quiebre y superar el saque de Skatov en el octavo juego, con lo que igualó el marcador. Finalmente logró su tercer torneo tras vencer en el último set por 6-2. Al mes siguiente logró superar las clasificaciones del Torneo de Gstaad y en primera ronda venció a Oscar Otte por 7-6 (3), 6-1, con lo que consiguió entrar por primera vez en el top 200 y transformarse en el segundo mejor tenista belga en el ranking detrás de David Goffin.
Disputó por primera vez las clasificaciones de un Grand Slam en el Abierto de Estados Unidos 2021. En primera ronda venció al peruano Juan Pablo Varillas por 2-6, 6-1, 7-6 (5),  pero después cayó frente al alemán Maximilian Marterer por doble 6-4. Posteriormente jugó por primera vez la Copa Davis con Bélgica en la serie válida por el Grupo Mundial I contra Bolivia. Siendo la primera raqueta del país (ya que Goffin estaba lesionado en ese momento) jugó contra Murkel Dellien, que se encontraba bajo el puesto 1000, y cayó por 4-6, 6-4, 2-6, con lo que quedó la serie en el primer día 2-0 a favor de Bolivia. A pesar del traspié, su país consiguió ganar la eliminatoria por 3-2 luego del triunfo en dobles y en los siguientes dos partidos. Para finalizar el año participó en Amberes y Forli 3, con lo que finalizó en el puesto 188.
Bergs inició el año 2022 en Bendigo, pero solo alcanzó los octavos de final. Después disputó las clasificaciones del Abierto de Australia, pero tuvo que retirarse en la primera ronda mientras enfrentaba a Vitaliy Sachko. En febrero consiguió llegar a las semifinales del torneo de Cherburgo y disputar el cuadro principal del ATP de Marsella como perdedor afortunado luego del retiro de Gianluca Mager.
A principios de abril decidió participar del Challenger de Saint-Brieuc, pero como se inscribió tardíamente tuvo que disputar la clasificación a pesar de que por ranking pudo haber sido cabeza de serie. Aunque consiguió superarla, acabó disminuido físicamente el encuentro final contra Thomas Deschamps. Sin embargo, en primera ronda logró derrotar con facilidad (6-1, 6-4) al perdedor afortunado Michail Pervolarakis y después alcanzó las semifinales sin necesidad de jugar luego de los retiros de Román Safiulin y Benjamin Hassan. Recuperado de sus problemas físicos, consiguió superar a Quentin Halys por 3-6, 6-3, 6-1 y llegar a su primera final del año, pero en la definición Jack Draper resultó vencedor por 2-6, 7-5, 4-6.
En mayo disputó las clasificaciones de Roland Garros, pero cayó en primera ronda contra Jason Jung. A la semana siguiente, alcanzó la final en Troisdorf, pero Lukáš Klein le impidió levantar un nuevo título tras vencerlo por 6-2, 6-4. Tras jugar otro torneo de tierra batida en Poznań, inició su participación en césped en las clasificaciones del Libéma Open, donde cayó en la ronda final contra Matthew Ebden. Posteriormente jugó en Ilkley, donde obtuvo su primer título del año tras vencer en la final a Jack Sock por 7-6 (7), 2-6, 7-6 (6). Este triunfo le permitió sumar 125 puntos y alcanzar la posición 146°, la mejor de su carrera hasta ese momento. Además, tras la competencia, Ruben Bemelmans, 84° del mundo en 2015, decidió retirarse del tenis y unirse al equipo técnico de Bergs.
Su buena participación en Ilkley interesó a la organización de Wimbledon, que le entregó una invitación para el torneo. Debutó en el cuadro principal de un Grand Slam contra el local Jack Draper, pero resultó superado en tres sets por 6-4, 6-4, 7-6 (4).

## Controversias
En 2025, durante uno de los partidos de Copa Davis entre Bélgica y Chile, golpeó al tenista Cristián Garín en el rostro mientras realizaba una celebración tras quebrar su servicio y ponerse 6-5 arriba en set definitivo. El chileno se negó a continuar el encuentro, por lo que el juez adjudicó la victoria a Bergs tras dar tres advertencias a Garín y penalizarlo con un juego en contra, que definió el triunfo belga por 7-5. Mientras el hecho fue repudiado por jugadores como Nikoloz Basilashvili, Martina Navratilova, Federico Coria o Hugo Dellien, la Fetech anunció que denunciaría la situación a la ITF.
La Federación de Tenis de Bélgica señaló que se trató de una situación accidental, además de respaldar la decisión del juez de silla Carlos Ramos, mencionar que Bergs pidió disculpas a Garín y que fue a verificar su estado. Este último punto contrasta con lo declarado por el tenista chileno, quien dijo que el médico neutral solo le preguntó si podía jugar y que lo vio «20 segundos», además de enfatizar que desde el equipo belga no se acercaron a él a preguntar por su estado y que se retiraron del estadio tras la conferencia de prensa. En tanto, Bergs declaró posteriormente sobre el hecho: «Está claro que, en cierto modo, es mi culpa, pero también creo que él lo exageró. Y se puede comprobar, ya que el árbitro decidió a nuestro favor».

## Títulos ATP (0; 0+0)

### Individual (0)
| Leyenda                         |
| Grand Slam (0)                  |
| ATP World Tour Finals (0)       |
| ATP World Tour Masters 1000 (0) |
| ATP World Tour 500 (0)          |
| ATP World Tour 250 (0)          |

#### Finalista (2)
| N.º | Fecha               | Torneo           | Superficie | Oponente en la final | Resultado   |
| --- | ------------------- | ---------------- | ---------- | -------------------- | ----------- |
| 1.  | 11 de enero de 2025 | Auckland         | Dura       | Gaël Monfils         | 3-6, 4-6    |
| 2.  | 15 de junio de 2025 | 's-Hertogenbosch | Hierba     | Gabriel Diallo       | 5-7, 6-7(8) |

## Títulos Challenger; 9 (8 + 1)
| Leyenda             | Individuales | Dobles |
| ------------------- | ------------ | ------ |
| ATP Challenger Tour | 8            | 1      |

### Individuales (8)
| N.º | Fecha                   | Torneo                        | Superficie    | Oponente en la final | Resultado             |
| --- | ----------------------- | ----------------------------- | ------------- | -------------------- | --------------------- |
| 1.  | 7 de marzo de 2021      | Challenger de San Petersburgo | Dura (i)      | Altuğ Çelikbilek     | 6-4, 3-6, 6-4         |
| 2.  | 28 de marzo de 2021     | Challenger de Lille           | Dura (i)      | Grégoire Barrère     | 4-6, 6-1, 7-6 (5)     |
| 3.  | 13 de junio de 2021     | Challenger de Almaty          | Tierra batida | Timofey Skatov       | 4–6, 6–3, 6–2         |
| 4.  | 19 de junio de 2022     | Challenger de Ilkley          | Césped        | Jack Sock            | 7-6 (7), 2-6, 7-6 (6) |
| 5.  | 22 de abril de 2023     | Challenger de Tallahassee     | Tierra batida | Tung-lin Wu          | 7-5, 6-2              |
| 6.  | 19 de noviembre de 2023 | Challenger de Drummondville   | Dura (i)      | James Duckworth      | 6-4, 7-5              |
| 7.  | 3 de diciembre de 2023  | Challenger de Yokkaichi       | Dura          | Michael Mmoh         | 6-2, 7-6(2)           |
| 8.  | 21 de abril de 2024     | Challenger de Tallahassee     | Tierra batida | Mitchell Krueger     | 6-4, 7-6(9)           |

### Dobles
| N.º | Fecha               | Torneo               | Superficie | Compañero | Oponentes en la final              | Resultado   |
| --- | ------------------- | -------------------- | ---------- | --------- | ---------------------------------- | ----------- |
| 1.  | 11 de marzo de 2023 | Challenger de Lugano | Dura (i)   | David Pel | Constantin Frantzen Hendrik Jebens | 6-2, 7-6(6) |